# تیم ملی فوتبال گینه بیسائو
تیم ملی فوتبال گینه بیسائو (به انگلیسی: Guinea-Bissau national football team) نماینده کشور گینه بیسائو در مسابقات بین‌المللی و آفریقایی است که زیر نظر فدراسیون فوتبال گینه بیسائو فعالیت می‌کند.
اولین بازی رسمی این تیم در تاریخ ۲ ژوئن ۱۹۵۲ میلادی در برابر تیم ملی فوتبال گامبیا برگزار شده است.